# Žunjeviće
Žunjeviće (Servisch cyrillisch Жуњевиће) is een plaats in de Servische gemeente Novi Pazar. De plaats telt 211 inwoners (2002).